# Awino Okech
Awino Okech est une universitaire kényane exerçant à l'École d’études orientales et africaines de l’Université de Londres. Son domaine d’intérêt en matière d’enseignement et de recherche se concentre sur le genre, la sexualité et l'État nation dans leurs manifestations dans les sociétés post conflits. Okech enseigne au African Leadership Centre, situé au King's College de Londres, et est membre du comité consultatif de la rédaction de Feminist Africa . 

## Jeunesse
Awino Okech grandit à Kisumu au Kenya, où sa mère est éducatrice. Elle est titulaire d'un baccalauréat en sciences politiques de l'Université de Nairobi, au Kenya, et d'une maîtrise et d'un doctorat de l'African Gender Institute de l'Université du Cap. 

## Carrière
Okech enseigne à l'African Leadership Centre, basé au King's College de Londres, où elle a co-anime le module sur le genre et le leadership, qui fait partie du programme de maîtrise en sécurité, leadership et société. 
Puis elle est exerce à l'École des études orientales et africaines (SOAS) au sein de l'Université de Londres, dans le Centre d'études de genre, où ses « intérêts d'enseignement et de recherche réside dans le lien entre le genre, la sexualité et de l'État nation tels qu'ils se présentent dans les sociétés en conflit et post-conflit »,. 
Okech est membre du comité consultatif de rédaction de Feminist Africa, une revue à comité de lecture de l’African Gender Institute, basée à l’ université du Cap . Okech est membre du réseau African Security Sector Network, réseau panafricain de spécialistes et de défenseurs des politiques axées sur la réforme du secteur de la sécurité. 

## Publications sélectionnées
Les publications d'Okech comprennent : 
- Women and Security Governance in Africa, ed. Funmi Olonisakin & Awino Okech. Oxford: Pambazuka Press, 2011.  (ISBN 9781906387891)
- Gendered security: Between ethno-nationalism and constitution making in Kenya (2013) * Dealing with Asymmetrical Conflict: Lessons from Kenya (2015)
- Boundary Anxieties and Infrastructures of Violence: Exploring Somali Identity in Post-Westgate Kenya (forthcoming)
- Angoisses et infrastructures de violence à la frontière: exploration de l'identité somalienne dans le Kenya post-Westgate
- Protest and Power: Gender, State and Society in Africa